# Česko-slovenské vztahy
Česko-slovenské vztahy jsou vztahy mezi Českem a Slovenskem. V roce 2019 z výzkumu agentury STEM vyplynulo, že Češi mají ke Slovensku nejpozitivinější vztah ze všech zemí světa.

## Historie
Před rokem 1918, byly obě země součástí Rakouska-Uherska, a mezi 1918 a 31. prosincem, 1992, byly obě země součástí Československa. 
Obě země navázaly diplomatické vztahy od 1. ledna 1993. Česká republika má velvyslanectví v Bratislavě a generální konzulát v Košicích. Slovensko má velvyslanectví v Praze a generální konzulát v Brně. Tyto mezinárodní vztahy jsou obvykle uvedeny nebo popsány v médiích jako "velmi dobré", "srdečné", a "nadstandardní".[zdroj?] Když je český nebo slovenský prezident inaugurovaný, velmi často jeho první mezinárodní návštěva je do bývalé části společného státu.
Obě země jsou členy NATO a Evropské unie. Existuje kolem 200 000 lidí slovenského původu žijících v České republice a kolem 46 000 lidí českého původu žijících na Slovensku. Gustav Slamečka, občan Slovenské republiky, byl ministrem dopravy České republiky od roku 2009 do roku 2010 a v jeho kanceláři se výhradně používal slovenský jazyk.
V prosinci 2016 slovenská vláda ratifikovala Smlouvu o spolupráci při vzájemné ochraně vzdušného prostoru, která umožňuje použití českého a slovenského vojenského letadla ve vzdušném prostoru druhého státu a možného posílení vzdušných sil, pokud by to jeden ze států potřeboval. Po ratifikaci z české strany smlouva vstoupila v platnost v červenci roku 2017.
Na začátku března 2024 česká vláda oznámila, že ukončuje mezinárodní konzultace se slovenskou vládou. Ty se konaly od roku 2012. Šlo o reakci na setkání slovenského ministra zahraničí Juraje Blanára se šéfem ruské diplomacie Sergejem Lavrovem v Turecku během probíhající Ruské invaze na Ukrajinu. Český ministr zahraničí Jan Lipavský k tomu uvedl, že každý má právo vybrat si své spojence a je rád, že Česko se vydává směrem na západ.